# Kompas TV
Kompas TV – indonezyjska stacja telewizyjna o charakterze informacyjnym. Należy do grupy Kompas Gramedia. Została uruchomiona w 2011 roku.